# Øivind Tomteberget
Øivind Tomteberget (Kongsvinger, 4 agosto 1953) è un ex calciatore norvegese, di ruolo centrocampista.

## Carriera

### Club
Tomteberget vestì la maglia del Kongsvinger per l'intera carriera, fatta eccezione per una stagione al Lillestrøm.

### Nazionale
Tomteberget conta 4 presenze per la Norvegia. Esordì il 15 giugno 1983, quando fu titolare nel pareggio per 1-1 contro la Finlandia.